# Cassa Depositi e Prestiti
La Cassa Depositi e Prestiti S.p.A. est un organisme public italien contrôlé à 82,77 % par le ministère de l'Économie et des Finances italien et à 15,93 % par diverses fondations bancaires italiennes,.

## Histoire
Elle a été créée en 1850 à Turin dans le royaume de Sardaigne. Elle avait pour principale but comme aujourd'hui de financer des projets publics. Son siège a par la suite suivi le déplacement de la capitale italienne à Florence puis à Rome.

## Activités
Les principales activités du groupe CDP comprennent les prêts aux collectivités locales et aux entreprises, la participation au capital de moyennes et grandes entreprises nationales rentables et considérées comme stratégiques pour le développement du pays, le financement de projets industriels et financiers considérés comme pertinents pour la croissance de l'Italie. système économique.